# Coromandel (półwysep)

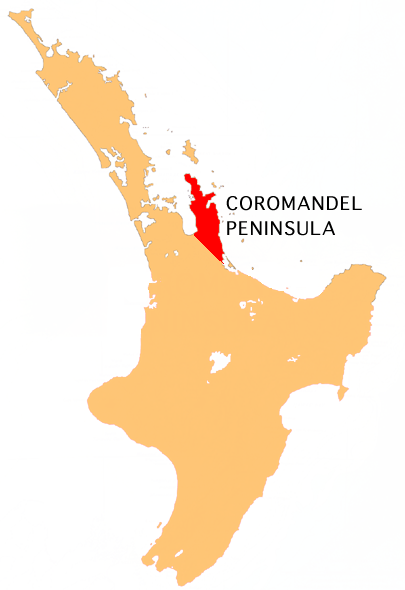
Półwysep Coromandel

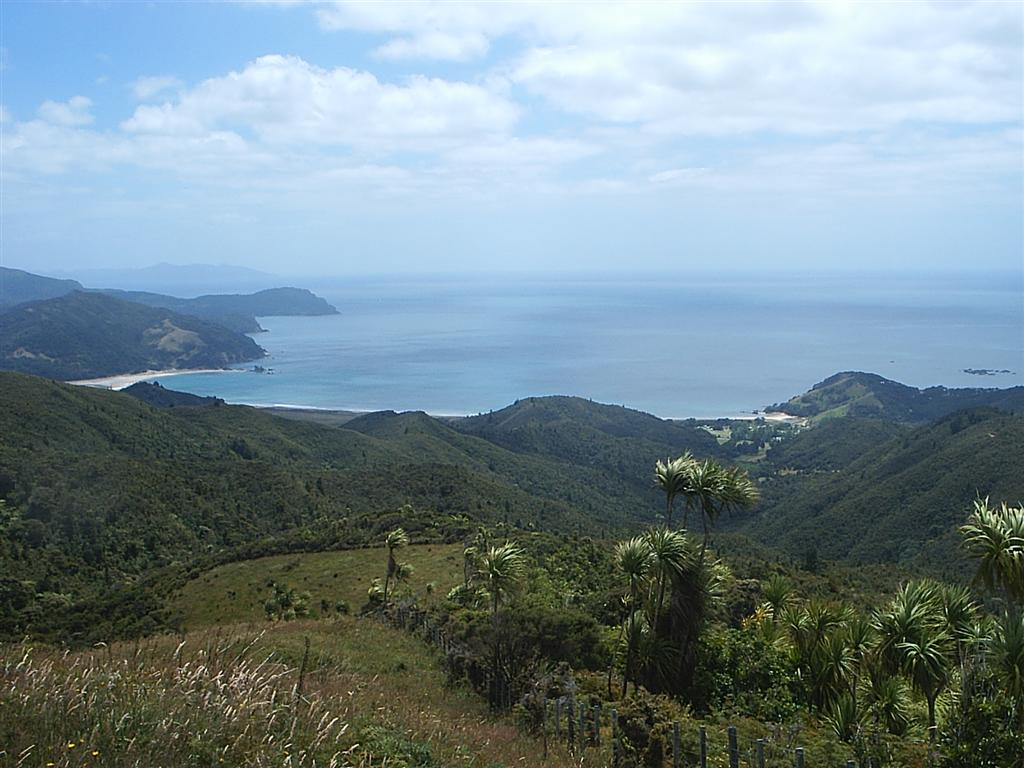
Zatoka Waikawau przy półwyspie Coromandel

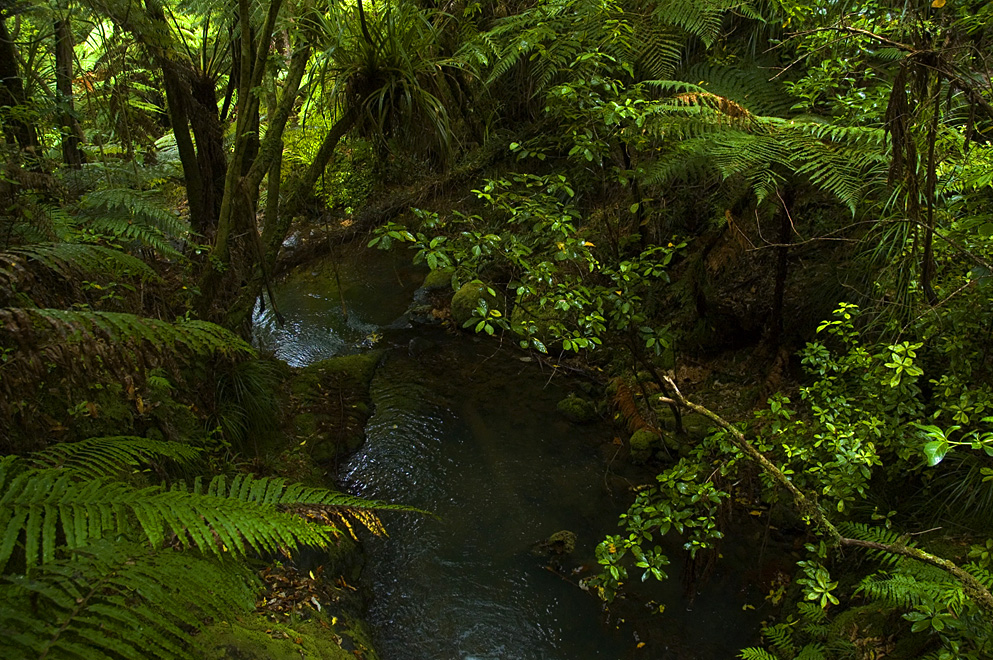
Las deszczowy porastający półwysep Coromandel

Coromandel Peninsula (maor. Moehau) – półwysep położony na Wyspie Północnej w Nowej Zelandii. Jest częścią regionu Waikato. W najszerszym odcinku, ma 40 km szerokości. Pokryty jest wzgórzami i w dużej części porośnięty subtropikalnymi lasami deszczowymi.
Na jego terenie znajduje się obszar chroniony pod nazwą Coromandel Forest Park.